# فهرست میراث جهانی در مراکش
فهرست میراث جهانی در مراکش شامل ۹ میراث فرهنگی می‌باشد که تا سال ۲۰۲۴ در یونسکو به ثبت رسیده‌اند. مراکش افزون بر این ۱۴ مکان نیز در فهرست پیشنهادی جهت ثبت ارائه داده است.
میراث جهانی نام عهدنامه‌ای بین‌المللی است که در تاریخ ۱۶ نوامبر ۱۹۷۲ میلادی به تصویب کنفرانس عمومی یونسکو رسید. موضوع آن حفظ آثار تاریخی، طبیعی و فرهنگی بشر است که اهمیت جهانی دارند و متعلق به تمام انسان‌های زمین، فارغ از نژاد، مذهب و ملیت خاص، می‌باشند.
برپایه این کنوانسیون کشورهای عضو یونسکو، می‌توانند آثار تاریخی، طبیعی و فرهنگی کشور خود را نامزد ثبت به‌عنوان میراث جهانی کنند. حفاظت از این آثار پس از ثبت، در عین باقی‌ماندن در حیطه حاکمیت کشور مربوط، به عهده تمام کشورهای عضو خواهد بود. مکان‌های میراث جهانی ثبت‌شده در سازمان یونسکو، مکان‌هایی مانند جنگل، کوه، آبگیر، صحرا، بقعه، ساختمان، مجموعه یا شهر هستند.
پادشاهی مراکش که در شمال غربی قاره آفریقا قرار گرفته، از جمله کشورهایی است که دارای پیشینه تاریخی و فرهنگی کهن است. این کشور در ۲۸ اکتبر ۱۹۷۵ کنوانسیون میراث جهانی یونسکو را پذیرفت و بدان پیوست که باعث شد مکان‌های تاریخی آن واجد شرایط قرار گرفتن در این فهرست شوند. در مراکش ۹ مکان میراث جهانی وجود دارد که همگی به خاطر اهمیت فرهنگی‌شان انتخاب و در فهرست میراث جهانی جای گرفته‌اند.
نخستین میراث ثبت‌شدهٔ مراکش، «شهر باستانی فاس البالی»، بود که در پنجمین نشست کمیته میراث جهانی که در سال ۱۹۸۱ که در پاریس، فرانسه برگزار شد، در این فهرست ثبت شد. آخرین و جدیدترین میراث ثبت‌شده نیز، «رباط، پایتخت مدرن و شهر تاریخی: میراث مشترک»، در سال ۲۰۱۲ به این فهرست اضافه شد. علاوه بر این، مراکش ۱۴ مکان دیگر را در فهرست موقت خود نگه داشته است. مراکش همچنین دو بار در کمیته میراث جهانی حضور داشته است.
در تاریخ ۲۹ نوامبر ۲۰۲۲، پادشاهی مراکش به نمایندگی وزیر جوانان، فرهنگ و ارتباطات، و مدیرکل یونسکو، یک توافق‌نامه چارچوبی برای حفاظت از میراث آفریقا امضا کردند. این توافق‌نامه در راستای اولویت جهانی آفریقا توسط یونسکو، به اجرای فعالیت‌هایی برای حفاظت از میراث فرهنگی و تقویت ظرفیت‌ها کمک خواهد کرد.

این همکاری تازه شکل‌گرفته با هدف تقویت همکاری میان یونسکو و پادشاهی مراکش طراحی شده است و در نظر دارد تخصص مراکش را به‌ویژه در زمینه میراث جهانی، مبارزه با قاچاق غیرقانونی اموال فرهنگی، و ترویج نقش موزه‌ها در آفریقا در اختیار سایر کشورهای آفریقایی قرار دهد. این اهداف از طریق برگزاری کارگاه‌های آموزشی، سمینارهای فنی، و اعزام مأموریت‌های کوتاه یا بلندمدت از کارشناسان مراکشی به کشورهای بهره‌مند، و دیگر فعالیت‌ها محقق خواهند شد.

## میراث جهانی
یونسکو سایت‌ها را با ده معیار فهرست می‌کند. هر ورودی باید حداقل یکی از معیارها را داشته باشد.
| # | نگاره                  | نام                    | موقعیت             | سال ثبت | ش ثبتمعیارها          | شرح | منبع   |
| ۱ |                        | شهر باستانی فاس        | فاس–مکناس          | ۱۹۸۱    | ۱۷۰ (ii)(v)           | فاس در قرن نهم میلادی تأسیس شد، در قرن سیزدهم و چهاردهم به عنوان پایتخت دولت مرینیان به اوج خود رسید و تا سال ۱۹۱۲ پایتخت این کشور باقی ماند. مدینه فاس یکی از وسیع‌ترین و بهترین شهرهای قدیمی حفظ شده در جهان اسلام از دوره قرون وسطی است که شامل مساجد، مدارس، کاخ‌ها و فواره‌ها می‌شود. | [ ۹ ]  |
| ۲ |                        | مدینه مراکش            | مراکش–آسفی         | ۱۹۸۵    | ۳۳۱ (i)(ii)(iv)(v)    | مراکش در دههٔ ۱۰۷۰ میلادی به مرکز سلسلهٔ مرابطون تأسیس شد. بعداً تا قرن سیزدهم که پایتخت به فاس منتقل شد، پایتخت سلسله خلافت موحدون بود. بناهای تاریخی متعددی از جمله مسجد الکتبیه، میدان جما الفنا، قصر البدیع، کاخ باهیا، آرامگاه سعدیان، چندین مسجد و مدرسه در این شهر وجود دارد. شهر مراکش هنوز به عنوان یک شهر زنده باقی مانده و معماری سنتی، صنایع دستی و تجارت خود را حفظ کرده است. | [ ۱۰ ] |
| ۳ |                        | آیت بن حدو             | درعه–تافیلالت      | ۱۹۸۷    | ۴۴۴ (iv)(v)           | آیت بن حدو یک قصر و یک روستا با استحکامات دفاعی است که می‌توان آن را نمونه‌ای معرف از یک سکونتگاه در جنوب مراکش دانست. آیت بن حدو در مسیر تجاری صحراگذر قرار گرفته است. ساختمان‌های آجری-خاکی در نزدیکی یکدیگر قرار گرفته‌اند و با دیوارهای دفاعی و برج‌ها محافظت می‌شوند. برخی از خانه‌ها با نقوش آجری تزئین شده‌اند. قدیمی‌ترین ساختمان‌های آیت بن حدو به قرن هفدهم میلادی برمی‌گردد، اگرچه تکنیک‌های ساخت‌وساز دوره قبلی نیز در این منطقه قابل مشاهده است.                                                | [ ۱۱ ] |
| ۴ |                        | شهر تاریخی مکناس       | فاس–مکناس          | ۱۹۹۶    | ۷۹۳ (iv)              | بنیان شهر تاریخی مکناس در قرن یازدهم توسط مرابطون گذاشته شد. در قرن هفدهم، سلطان اسماعیل بن شریف از سلسله علویان مراکش، آن را به‌عنوان پایتخت خود برگزید و پروژه‌های ساختمانی قابل توجهی از جمله دیوارها و باروهای دفاعی به یاد ماندنی و قصبه مولای اسماعیل را اجرا کرد. چیدمان این شهر هر دو جنبه اسلامی و اروپایی معماری و شهرسازی را در بر می‌گیرد. | [ ۱۲ ] |
| ۵ | سایت باستان‌شناسی ولیلی | سایت باستان‌شناسی ولیلی | فاس–مکناس          | ۱۹۹۷    | ۸۳۶ (ii)(iii)(iv)(vi) | ولیلی در قرن سوم قبل از میلاد به عنوان پایتخت مورتانیا تأسیس شد. این شهر نخست به عنوان یک مراکز نظامی برجسته امپراتوری روم در آفریقا شناخته می‌شد اما طی قرون بعد و در قرن هشتم میلادی به‌عنوان مرکز دولت ادریسیان انتخاب شد. پس از آن، این سایت برای نزدیک به هزار سال اشغال نشد. این امر باعث شد که بقایای بقایای آن به خوبی حفظ شود تا ولیلی به یکی از غنی‌ترین مکان‌های باستان‌شناسی در شمال آفریقا تبدیل شود. بقایای این سایت نشان‌دهنده تعامل فرهنگ‌های مختلف مدیترانه در طول قرن‌های متمادی است. | [ ۱۳ ] |
| ۶ |                        | شهر باستانی تطوان      | طنجه–تطوان–الحسیمه | ۱۹۹۷    | ۸۳۷ (ii)(iv)(v)       | تطوان که درست در جنوب تنگه جبل‌الطارق قرار گرفته است، از قرن هشتم به بعد به عنوان نقطه اتصال مراکش و اندلس شناخته می‌شده است. پس از بازپس‌گیری اندلس، توسط اهالی اخراج‌شده از اندلس بازسازی شد بدین خاطر نفوذ اندلس به وضوح در هنر و معماری آن قابل مشاهده است. در قرون بعدی، این مکان به عنوان محل برخورد تمدن‌های اسپانیایی و عربی-بربری بود. ناحیه و محله مدینه تطوان از کوچک‌ترین محله‌ها در مراکش است اما به خوبی حفظ شده است.                                                                    | [ ۱۴ ] |
| ۷ |                        | شهر باستانی صویره      | مراکش–آسفی         | ۲۰۰۱    | ۷۵۳ (ii)(iv)          | صویره توسط سلطان علوی محمد بن عبدالله در نیمه دوم قرن هجدهم با هدف ایجاد یک بندر و مرکز تجاری بزرگ تأسیس شد. این شهر توسط معماران فرانسوی طراحی شده که از اصول مهندس نظامی فرانسوی سباستین لو پرتر دو ووبن پیروی می‌کردند. در اواخر قرن ۱۸ و ۱۹، صویره یکی از مراکز تجاری عمده اقیانوس اطلس بین آفریقا و اروپا بود. امروزه این شهر عمدتاً ظاهر اروپایی خود را حفظ کرده است. | [ ۱۵ ] |
| ۸ |                        | شهر الجدیده            | کازابلانکا–سطات    | ۲۰۰۴    | ۱۰۵۸ (ii)(iv)         | در اوایل قرن شانزدهم، پرتغالی‌ها مستعمره مازاگائو را به عنوان یکی از توقفگاه‌های دریایی مسیر به سمت هند بنا نهادند. آنها آن را تا سال ۱۷۶۹ حفظ کردند. استحکامات شهر از اصول مهندسی نظامی رنسانس همچون قلعه‌های ستاره‌ای پیروی کرده است. در داخل دیوارهای این شهر، چندین بنای تاریخی حفظ شده است که می‌توان به کلیسای تاریخی مانولین و آب انبار پرتغالی اشاره کرد. | [ ۱۶ ] |
| ۹ |                        | شهر تاریخی رباط        | رباط–سلا–قنیطره    | ۲۰۱۲    | ۱۴۰۱ (ii)(iv)         | رباط به عنوان مرکز مراکش تحت‌الحمایه فرانسه از سال ۱۹۱۲ تا ۱۹۳۰ بازسازی شد. این شهر نمونه خوبی از برنامه‌ریزی شهری اوایل قرن بیستم است که می‌توان آن را یکی از بزرگ‌ترین و جاه‌طلبانه‌ترین پروژه‌های شهری آن دوره در آفریقا دانست. شهر مدرن ساختمان‌های دوره‌های قبلی، از جمله قصبه الاودایه، برج حسن، و دیوارها و باروهای موحدون را در خود ادغام کرده است. | [ ۱۷ ] |

## فهرست آزمایشی
افزون بر سایت‌های موجود در فهرست میراث جهانی، کشورهای عضو می‌توانند فهرستی از سایت‌های آزمایشی را که ممکن است برای نامزدی در نظر بگیرند، در این فهرست قرار دهند. نامزدها در فهرست میراث جهانی تنها در صورتی پذیرفته می‌شوند که سایت پیش‌تر در فهرست آزمایشی قرار داشته باشد.
مراکش ۱۴ نامزد در این فهرست دارد.
| #  | نگاره | نام                        | موقعیت           | سال ثبت | ش ثبتمعیارها             | شرح | منبع          |
| ۱  |       | مولای ادریس زرهون          | فاس–مکناس        | ۱۹۹۵    | ۴۵۰(ii)(iv)(vi)          | این شهر در دامنه‌های کوه زرهون در قرن هشتم توسط ادریس یکم، اولین فرمانروای بزرگ مسلمان مراکش، بنا نهاده شد. بناهای مذهبی متعددی در شهر وجود دارد، که می‌توان مجموعه مقبره ادریس یکم اشاره کرد. | [ ۱۹ ]        |
| ۲  |       | تازه و مسجد جامع آن        | فاس–مکناس        | ۱۹۹۵    | ۴۵۱(ii)                  | شهر تازه که به لحاظ استراتژیک در تقاطع میان شرق و غرب کشور مراکش واقع شده است، در قرن دوازدهم در دوره موحدون زمانی که چندین ساختار دفاعی از جمله دیوارها و استحکامات دفاعی آن ساخته شد، به شهرت رسید. ساخت مسجد جامع آن نیز مربوط به همان دوره است.                                                                                      | [ ۲۰ ]        |
| ۳  |       | مسجد تینمل                 | مراکش–آسفی       | ۱۹۹۵    | ۴۵۲(ii)(v)               | این مسجد، واقع در روستای تینمل در ناحیهٔ اطلس بزرگ، به یاد ابن تومرت، بنیان‌گذار سلسله موحدون، ساخته شد. | [ ۲۱ ]        |
| ۴  |       | شهر لیکسوس                 | طنجه–تطوان–حسیمه | ۱۹۹۵    | ۴۵۶(ii)(iii)(iv)         | به گفته نویسندگان دورهٔ باستان، لیکسوس از نخستین شهرهای ساخته‌شده غرب مدیترانه بود. پنج مرحله اصلی چینه‌شناسی، فنیقی، پونیکی، مورتانی، رومی و اسلامی وجود دارد. این مجموعه شامل بقایای چندین معبد پیشارومی و رومی و مجموعهٔ بزرگی برای تولید گوشت شور است.                                                                                   | [ ۲۲ ]        |
| ۵  |       | الکور                      | فاس–مکناس        | ۱۹۹۵    | ۴۵۸(iii)                 | الکور یک گورپشته است که در قرن چهارم قبل از میلاد برای یک شخص مهم ساخته شده است. این مجموعه از بلوک‌های سنگی تراش‌خورده که به صورت پلکانی مدور چیده شده‌اند، ساخته شده است. | [ ۲۳ ]        |
| ۶  |       | غار تافوغالت               | شرق              | ۱۹۹۵    | ۴۵۹(v)                   | غار تافوغالت یک محوطه باستانی مهم از دوره پارینه‌سنگی است. کاوش‌ها، مصنوعاتی را از صنعت سنگی ایبروموریسین و همچنین گورستانی با حدود صد گور از مردم مشتانی کشف کرده‌اند که قدمت آن به حدود ۲۰۰۰۰ سال پیش می‌رسد. | [ ۲۴ ]        |
| ۷  |       | پارک ملی تلاسمطان          | طنجه–تطوان–حسیمه | ۱۹۹۸    | ۱۱۷۹(v)(ii)(x)           | این پارک ملی که در نزدیکی شفشاون قرار دارد، دارای ساختارهای آهکی مانند قله‌های کوه، دره‌ها، غارها و صخره‌ها است. این پارک خانه صنوبر بومی مراکشی یا نراد اسپانیایی نیز است. | [ ۲۵ ]        |
| ۸  |       | ناحیه درخت‌های اژدها        | سوس–ماسه         | ۱۹۹۸    | ۱۱۸۰(vii)(v)(iii)(ix)(x) | این منطقه دارای یک اکوسیستم شبه‌استپی است و زیستگاه گونه‌های گیاهی بومی، از جمله درخت اژدهای اجکال و درخت آرگان است. | [ ۲۶ ]        |
| ۹  |       | کولاب خنیفیس               | کلمیم–واد نون    | ۱۹۹۸    | ۱۱۸۲(v)(ii)(x)           | کولاب با پوشش ۶۰۰ هزار زمین (۱۵۰۰۰ جریب فرنگی)، زیستگاه‌های مختلفی را در یک محیط بیابانی دشوار ارائه کرده است. بقایای باستان‌شناسی پیش از تاریخ نیز در این منطقه یافت شده است. | [ ۲۷ ]        |
| ۱۰ |       | پارک ملی داخله             | داخله–وادی‌الذهب  | ۱۹۹۸    | ۱۱۸۲(x)                  | این منطقه سرشار از گونه‌های جانوری و گیاهی متعددی است که در آب و هوای خشک زندگی می‌کنند. این ساحل خانه جمعیتی از فک‌های راهب است. این پارک در منطقه مورد مناقشه صحرای غربی واقع شده است. | [ ۲۸ ] [ ۲۹ ] |
| ۱۱ |       | واحه فکیک                  | شرق              | ۲۰۱۱    | ۵۶۲۵(iii)(iv)(v)         | واحهٔ فکیک در رشته کوه القصور در نزدیکی مرز الجزایر با معماری سنتی خاکی قرار گرفت است. منابع آب موجود در رشد درختانی همچون خرما کمک می‌کند. همچنین باغ‌ها، کانال‌های آبیاری و حوض‌های متعددی وجود دارد که آب و هوای متفاوتی نسبت به بیابان اطراف ایجاد می‌کند.                                                                                 | [ ۳۰ ]        |
| ۱۲ |       | کازابلانکا                 | کازابلانکا–سطات  | ۲۰۱۳    | ۵۸۴۸(ii)(iv)             | مرکز کازابلانکا به‌طور کامل در قرن بیستم ساخته شده است. معماری آن منعکس کننده ایده‌ها و تأثیرات سبک‌های مختلف معماری از جمله معماری نئوکلاسیک و آرت دکو از شمال آفریقا، اروپا و ایالات متحده است. | [ ۳۱ ]        |
| ۱۳ |       | منطقه پیش از صحرای واد نون | کلمیم–واد نون    | ۲۰۱۶    | ۶۱۵۹(iii)(iv)(v)         | رشته‌واحه‌ها در امتداد رودخانه نون به طول ۳۰ کیلومتر واقع شده است. ان رشته‌واحه آب و منابع لازم روستاهای اطراف یا قصر و نخلستان‌ها تأمین می‌کنند. واحه‌ها به دلیل قرار گرفتن در مسیرهای تجاری صحراگذر، مرکز بازارهای سالانه و هفتگی هستند. بقایای باستان‌شناسی متعددی نیز در این منطقه یافت شده است.                                            | [ ۳۲ ]        |
| ۱۴ |       | مرکز تاریخی تطوان          | طنجه–تطوان–حسیمه | ۲۰۲۴    | ۶۷۷۰(ii)(iv)(v)          | تتوآن یا تطوان که ناحیه استراتژیک نزدیک تنگه جبل‌الطارق قرار گرفته، توسط مردمان اخراج‌شده از اندلس تأسیس شد. در اوایل قرن بیستم، این شهر به پایتخت مراکش تحت الحمایه اسپانیا تبدیل شد. مرکز تاریخی دارای دو بخش است، مدینه با معماری سنتی اسلامی، و اینسانشه که توسط اسپانیایی‌ها با پیروی از طرح معماری شهرهای اسپانیا در قرن ۱۹ ساخته شد. | [ ۳۳ ]        |